# プレサ駅
プレサ駅（プレサえき、英語: Pureza station）は、フィリピン・マニラ首都圏のマニラ市にあるマニラLRT2号線の駅である。駅名は真下を通るプレサ通りに由来しており、その通り名はアメリカの都市技師クラレンス・Z・ハベルが提案したスペイン語の「純粋さ」に由来している。
フィリピン国鉄（PNR）首都圏通勤線のサンタ・メサ駅と徒歩で乗り換え可能である。

## 歴史
- 2004年4月5日 - 開業。

## 駅構造
相対式ホーム2面2線を有するを有する高架駅である。

## 駅周辺
- AMA University
- De Ocampo Memorial College
- Pio del Pilar Elementary School
- Polytechnic University of the Philippines
- Sacred Heart of Jesus Parish and Catholic School
- Nuestra Señora de Salvacion Parish
- Eulogio "Amang" Rodriguez Institute of Science and Technology (EARIST)
- 聖トマス大学